# Метаісторія
Поняття «метаісторія» вживається переважно в історіософському (див. Історіософія), релігійно-філософському дискурсі, який передбачає наявність позачасової реальності — Вічності, що містить у собі вищі цінності, які проявляються в часі історичному (біблійне «Царство Боже», «Град Божий» блаженного Августіна тощо). За М. Бердяєвим за процесуальністю історії стоїть «Божествений сон» Вічності, яка може втілюватися в часі і розривати його ланцюг. Відбувається постійна боротьба вічного, сакрального та часового, профанного, що розкривається як безперервний герць життя та смерті, добра і зла. Метаісторичне являє в часовій тканині історії передусім життєствердні основи буття, взяті в їх ціннісному аспекті.
Хоча поняття «метаісторія» має історіософське, релігійно-філософське походження, ідея метаісторичного підґрунтя соціокультурного розвитку людства припускає й цілком раціональне її тлумачення, що, як то робить С. Кримський, може бути розкрите шляхом виявлення інваріантів історичного процесу та пов'язаних з ними «символів Вічності». Метаісторія виходить з того, що цивілізаційні процеси (див. Цивілізація) завжди «накручуються» на наскрізні, фундаментальні цінності, які, подібно до земної осі, пронизують весь масив історії. Так, тріада «Благо (Добро) — Істина — Краса» присутня в будь-якій культурі, але повсюдно має свою інтерпретацію. Розуміння метаісторичних інваріантів минулих епох та культур безпосередньо впливає на наше життя, оскільки в історичному русі кожний наступний істотний крок передбачає оволодіння дедалі більшими масивами минулого. Так, Відродження спиралося на опанування античної, а Реформація — старозавітно-давньохристиянської спадщини. Актуалізація інваріантного означає, що предметним полем пізнання історичного дедалі більшою мірою стає зіставлення всіх часів, через порівняння яких і виявляються метаісторичні константи та стрижневі цінності. Метаісторичний підхід спрямований не на те, що змінюється, а на те, що зберігається, — на виявлення архетипічних, або наскрізних структур соціокультурних процесів, які в площині культури мають переважно символічні прояви.